# Земенцин (Лодзинське воєводство)
Земенцин (пол. Ziemięcin) — село в Польщі, у гміні Ґощанув Серадзького повіту Лодзинського воєводства.
Населення — 193 особи (2011).
У 1975-1998 роках село належало до Серадзького воєводства.

## Демографія
Демографічна структура станом на 31 березня 2011 року:
|          | Загалом | Допрацездатний вік | Працездатний вік | Постпрацездатний вік |
| -------- | ------- | ------------------ | ---------------- | -------------------- |
| Чоловіки | 97      | 23                 | 62               | 12                   |
| Жінки    | 96      | 19                 | 52               | 25                   |
| Разом    | 193     | 42                 | 114              | 37                   |